# Comuna Bengtsfors
Bengtsfors (Bengtsfors kommun) este o comună din comitatul Västra Götalands län, Suedia, cu o populație de 9.550 locuitori (2013).

## Geografie

### Zone urbane
Lista celor mai mari zone urbane din comună (anul 2015) conform Biroului Central de Statistică al Suediei:
| Nr | Zona urbană  | Pop.  |
| -- | ------------ | ----- |
| 1  | Bengtsfors   | 3.125 |
| 2  | Dals Långed  | 1.407 |
| 3  | Billingsfors | 1.108 |
| 4  | Bäckefors    | 709   |
| 5  | Skåpafors    | 323   |

## Demografie
| \| Evoluția demografică în comuna Bengtsfors, 1970–2015 \| Evoluția demografică în comuna Bengtsfors, 1970–2015 \| Evoluția demografică în comuna Bengtsfors, 1970–2015 \| Evoluția demografică în comuna Bengtsfors, 1970–2015 \| Evoluția demografică în comuna Bengtsfors, 1970–2015 \| \| ----------------------------------------------------------------------------------------------------- \| ---------------------------------------------------- \| ---------------------------------------------------- \| ---------------------------------------------------- \| ---------------------------------------------------- \| \| An \| \| \| Locuitori \| \| \| 1970 \| 1970 \| \| 12443 \| 12443 \| \| 1975 \| 1975 \| \| 12345 \| 12345 \| \| 1980 \| 1980 \| \| 12199 \| 12199 \| \| 1985 \| 1985 \| \| 11891 \| 11891 \| \| 1990 \| 1990 \| \| 11927 \| 11927 \| \| 1995 \| 1995 \| \| 11500 \| 11500 \| \| 2000 \| 2000 \| \| 10896 \| 10896 \| \| 2005 \| 2005 \| \| 10225 \| 10225 \| \| 2010 \| 2010 \| \| 9791 \| 9791 \| \| 2015 \| 2015 \| \| 9626 \| 9626 \| \| Sursa: SCB - Statistika Centralbyrån, Folkmängd efter region, civilstånd, ålder och kön. År 1968–2016 \| \| \| \| \| |      |  |           |       |
| Evoluția demografică în comuna Bengtsfors, 1970–2015 |      |  |           |       |
| An |      |  | Locuitori |       |
| 1970 | 1970 |  | 12443     | 12443 |
| 1975 | 1975 |  | 12345     | 12345 |
| 1980 | 1980 |  | 12199     | 12199 |
| 1985 | 1985 |  | 11891     | 11891 |
| 1990 | 1990 |  | 11927     | 11927 |
| 1995 | 1995 |  | 11500     | 11500 |
| 2000 | 2000 |  | 10896     | 10896 |
| 2005 | 2005 |  | 10225     | 10225 |
| 2010 | 2010 |  | 9791      | 9791  |
| 2015 | 2015 |  | 9626      | 9626  |
| Sursa: SCB - Statistika Centralbyrån, Folkmängd efter region, civilstånd, ålder och kön. År 1968–2016 |      |  |           |       |